# Nicolas Antoine Brezets
Nicolas Antoine Brezets est un homme politique français né le 29 octobre 1744 à Cubzac (Gironde) et mort le 21 janvier 1823 à Bordeaux (Gironde).

## Biographie
Président du tribunal de district de Bordeaux en 1790, vice-président du tribunal d'appel en 1800, il est nommé président de la cour d'appel de Bordeaux en 1804. Il est député de la Gironde de 1803 à 1806 et baron d'Empire en 1810. Il prend sa retraite de magistrat en janvier 1816.

## Pour approfondir